# Thor's Hammer (Stargate SG-1)
Thor's Hammer (El Martillo de Thor) es el décimo  episodio de la primera temporada de la serie de televisión de ciencia ficción Stargate SG-1.

## Trama
Tras comparar las mitologías nórdica y egipcia, el Dr. Jackson cree que puede existir otra raza extraterrestre que se presentan como dioses, pero que son buenos, y luchan contra los Etiin (Goa'uld), siendo así un aliado potencial. Jackson cree que el dios de los Vikingos, Thor, era un alienígena, y el martillo de Thor, su legendaria arma, sería un dispositivo bélico poderoso contra los Goa'uld. Las posibilidades aumentan cuando Teal'c menciona un mundo prohibido por los Goa'uld: Cimmeria.
El SG-1 viaja allí y al llegar encuentran a un grupo de gente que empieza a reírse de ellos. Ellos señalan un martillo de piedra gigante cercano a la puerta, el cual comienza a activarse. Explora a cada miembro del equipo con un haz de luz, y, al llegar a Teal'c, comienza a tener un efecto en él. Cuando el Coronel O'Neill intenta sacarlo del rayo, ambos desaparecen, dejando a Jackson y Carter solos.
O'Neill y Teal'c aparecen dentro de una cueva, donde una grabación de Thor (de aspecto Vikingo), les informa que se encuentran en un laberinto y que el Goa'uld de Teal'c morirá si él intenta dejar la cueva.
Mientras tanto, Daniel y Carter hacen contacto con una nativa, Gairwyn. Después de explicarle que ellos vienen de Midgard (la Tierra), ella les lleva con una persona que sabe dónde fueron llevados el coronel y Teal'c. Se llama Kendra, y fue anfitriona de Goa'uld antes. Cuando su Goa'uld visitó dicho mundo, ella fue llevada a una cueva, y al intentar salir, el simbionte fue muerto.
Dentro del laberinto, O'Neill y Teal'c no están solos. Descubren a un peligroso Unas, (El primer anfitrión usado por los Goa'uld). Puesto que el arma de Teal'c no funciona dentro de la cueva, él y O'Neill usan balas para intentar matarlo. Al principio parece que logran acabar con el Unas, sin embargo este se regenera con ayuda de su simbionte.
En tanto, arriba en la superficie, Kendra lleva a Daniel y a Carter a donde esta el laberinto. Cuando Teal'c y O'Neill logran alcanzar la salida de la cueva, descubren que fueron seguidos por el Unas, y para matarlo Teal'c empuja a la criatura a la puerta de salida, matando a su simbionte. Luego Carter, Jackson y Kendra llegan al lugar, y para poder sacar a Teal'c de la cueva, sin matarlo, utilizan su arma de energía desde afuera, para poder destruir la puerta de energía (El Martillo de Thor).
Este dispositivo pudo haber ayudado a Sha're la esposa de Jackson, pero él decide obedecer la orden de O'Neill para sacar a Teal'c, ya que el también ahora es de la familia. Sin embargo, esto también destruye la única defensa de Cimmeria. Carter les sugiere que sellen la cueva, al menos así los Goa'uld que vengan quedaran atrapados allí. Antes de que el SG-1 se vaya, dejan una caja hecha de una aleación especial para que Kendra se la dé a Thor si él vuelve al planeta, con la esperanza de que podrán hacer contacto con él a futuro.

## Artistas invitados
- Galyn Görg como Kendra.
- Tamsin Kelsey como Gairwyn.
- James Earl Jones como Unas (voz).